# Oxelösunds båtvarv AB

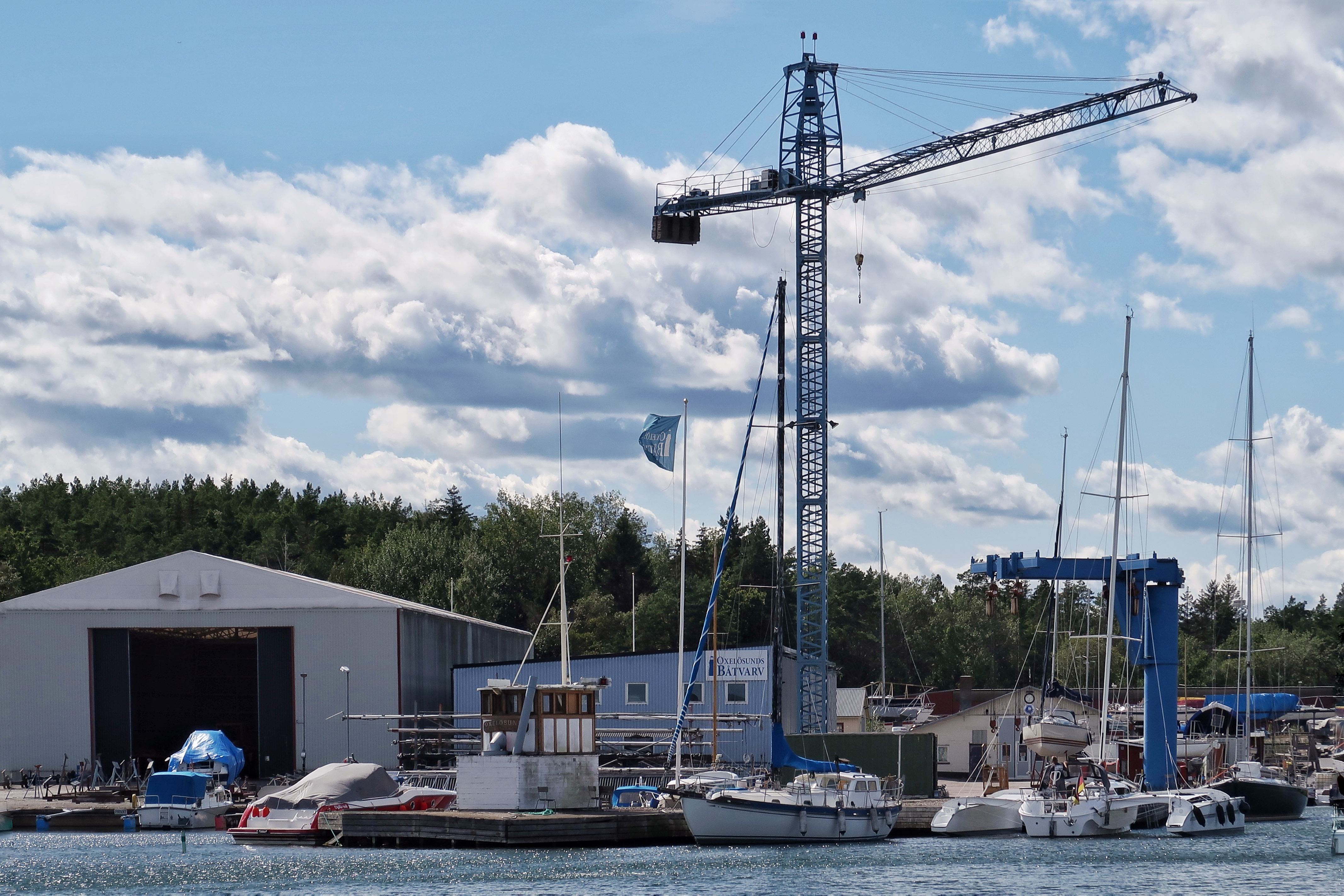
Oxelösunds båtvarv 2021.

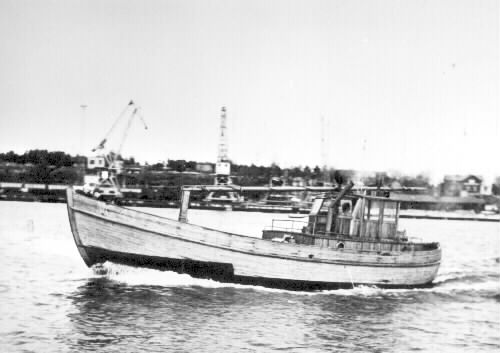
Båten 'Viking' byggd 1948 på Oxelösunds båtvarv.

Oxelösunds båtvarv AB är ett varv beläget vid Fiskehamnen i Oxelösund. Varvet startade i Aludden 1946. Ursprungligen var underhåll och reparationer till fiskeflottan den viktigaste verksamheten. Idag (2021) består den främst av underhåll och reparationer samt vinterförvaring av nöjesbåtar och yrkessjöfarten i skärgården. 2019 omsatte företager 7 721 tkr. Sju personer var anställda samma år.